# 594
Évszázadok: 5. század – 6. század – 7. század
Évtizedek: 540-es évek – 550-es évek – 560-as évek – 570-es évek – 580-as évek – 590-es évek – 600-as évek – 610-es évek – 620-as évek – 630-as évek – 640-es évek
Évek: 589 – 590 – 591 – 592 –  593 – 594 – 595 – 596 – 597 – 598 – 599

## Események

### Bizánci Birodalom
- Év elején újabb szláv portyázók kelnek át a dunai határon és a moesiai városokat fosztogatják. Maurikiosz császár leváltja a balkáni haderő főparancsnokát Priszkoszt, aki a császár parancsa ellenére télen nem maradt a lakatlan határvidéken, hanem visszahúzódott Odesszoszba (Várna). Az új főparancsnok a tapasztalatlan Petrosz (Maurikiosz fivére) aki Markianopolisznál legyőzi a szlávokat.
- Meghal IV. Ióannész jeruzsálemi pátriárka. Utóda Amósz.

### Európa
- A Balti-tenger mellett élő germán varinusok fellázadnak a frankok uralma ellen, de felkelésüket véresen levernek.

### Japán
- Szuiko császárnő kiadja a Három virágzó kincs rendeletet, mellyel az udvar hivatalos vallásává nyilvánítja a buddhizmust.

## Születések
- Kógjoku,japán császárnő
- Zubajr ibn al-Avvám, arab hadvezér, Mohamed próféta unokatestvére és sógora
- Majmúna bint al-Hárit, Mohamed próféta tizenegyedik felesége

## Halálozások
- november 17. – Tours-i Szent Gergely, frank történetíró

## Fordítás
- Ez a szócikk részben vagy egészben  a(z)   594 című angol Wikipédia-szócikk ezen változatának fordításán alapul.  Az eredeti cikk szerkesztőit annak laptörténete sorolja fel. Ez a jelzés csupán a megfogalmazás eredetét és a szerzői jogokat jelzi, nem szolgál a cikkben szereplő információk forrásmegjelöléseként.